# Sciapus mediterraneus
Sciapus mediterraneus är en tvåvingeart som beskrevs av Bulli och Negrobov 1987. Sciapus mediterraneus ingår i släktet Sciapus och familjen styltflugor.
Artens utbredningsområde är Ukraina. Inga underarter finns listade i Catalogue of Life.